# حمام بیدکرز
حمام بیدکرز مربوط به دوره قاجار است و در شهرستان نورآباد ممسنی، بخش ماهورمیلانی، روستای بیدکرز واقع شده و این اثر در تاریخ ۲۵ اسفند ۱۳۸۰ با شمارهٔ ثبت ۵۰۳۴ به‌عنوان یکی از آثار ملی ایران به ثبت رسیده است.که این حمام متعلق به کربلایی زواره باباخانی و پسران ایشان میباشد